# 파나소닉 루믹스 DMC-G5
파나소닉 루믹스 DMC-G5는 파나소닉의 카메라이다.